# Chain (minialbum)
Chain – pierwszy japoński minialbum NCT 127 – podgrupy południowokoreańskiego boysbandu NCT. Ukazał się 23 maja 2018 roku, nakładem wytwórni Avex Trax. Został wydany w 13 edycjach: 2 regularnych (CD i CD+DVD), 2 limitowanych oraz 9 wersjach z każdym z członków. Album osiągnął 2 pozycję w rankingu Oricon i pozostał na liście przez 22 tygodnie, sprzedał się w nakładzie ponad 49 289 egzemplarzy.
8 maja 2018 roku ukazał się japoński cyfrowy singel pt. „Chain”, do którego został nakręcony teledysk. Na płycie znajduje się także japońska wersja piosenki „Limitless”

## Lista utworów
| CD | CD                          | CD                        | CD | CD      |
| Nr | Tytuł utworu                | Tekst                     | Muzyka | Długość |
| -- | --------------------------- | ------------------------- | --- | ------- |
| 1. | „Dreaming”                  | Junji Ishiwatari          | Kanata Okajima, Daniel Caesar, Ludwig Lindell                                                                     | 3:17    |
| 2. | „Chain”                     | MEG.ME, Taeyong, Mark     | 250, Albin Nordqvist                                                                                              | 3:42    |
| 3. | „Limitless” (wer. japońska) | Kenzie, Sara Sakurai      | Kenzie, Harvey Mason Jr., Patrick "J Que" Smith, Kevin Randolph, Dewain Whitmore Jr., Andrew Hey, Brittany Burton | 4:07    |
| 4. | „Come Back”                 | Ryu Dasom, Bong Eun-young | Mike Daley, Mitchell Owens, Deez, Michael Jiminez, Tay Jasper, MZMC                                               | 3:25    |
| 5. | „100”                       | Akira                     | Andrew Choi, Yunsu                                                                                                | 3:42    |

## Notowania
| Lista                            | Pozycja |
| -------------------------------- | ------- |
| Oricon Album Chart               | 2       |
| Billboard Japan Hot Albums       | 3       |
| Billboard Japan Top Albums Sales | 1       |
| Billboard World Albums           | 8       |

## Sprzedaż
| Kraj            | Sprzedaż |
| --------------- | -------- |
| Oricon          | 55 045+  |
| Billboard Japan | 59 047+  |